# 6163 Реймерс
6163 Реймерс (6163 Reimers) — астероїд головного поясу, відкритий 16 березня 1977 року.
Тіссеранів параметр щодо Юпітера — 3,836.